# Matematična logika
Matemátična lógika je matematična disciplina, ki preučuje formalne sisteme v povezavi z načinom, kako opišejo intuitivna koncepta dokaza in računanja kot dela temeljev matematike.
Čeprav bi si laik lahko mislil, da je matematična logika logika matematike, je ta v resnici bližje matematiki logike. Sestavljajo jo tisti deli logike, ki jih lahko matematično modeliramo. Nekdaj se je tej disciplini reklo simbolna logika (za razliko od filozofske logike) ali metamatematika (ta izraz je dandanes omejen na nekatere poglede teorije dokaza), današnje ime pa je matematični logiki dal Peano.